# 黄登水电站
黄登水电站是云南省正在建设中的一座水电站，位于云南省西部怒江州兰坪县境内的澜沧江上，距兰坪县城约67公里，距昆明631公里。该水电站属于澜沧江上游河段（古水至苗尾河段）“一库七级”开发方案中的第5个梯级，上接托巴水电站，下邻大华桥水电站。由华能澜沧江水电投资建设，静态总投资约149亿元，动态投资173亿元。水电站于2010年开工，计划2011年11月截流，2015年12月首台机组发电，2016年9月竣工，工程总工期81个月。
整个黄登水电站枢纽工程由高204米的碾压混凝土重力坝、坝身泄水建筑物以及左岸地下引水发电系统等组成。建成后，水库正常蓄水水位为1619米，相应库容量为16.13亿立方米。电站装机容量190万千瓦，年发电量85.01亿度，电站建成后除向云南省电网送电外，还将向广东省供电，担负着“西电东送”、“云电外送”的任务。

## 资料来源
1. ↑  黄登水电站工程汇报材料[永久]
2. ↑  .   [2014-06-16]. （原始内容存档于2013-11-09）.
3. ↑  云南招标网：澜沧江黄登水电站水轮机及其附属设备招标公告[永久]